# هوني أونا

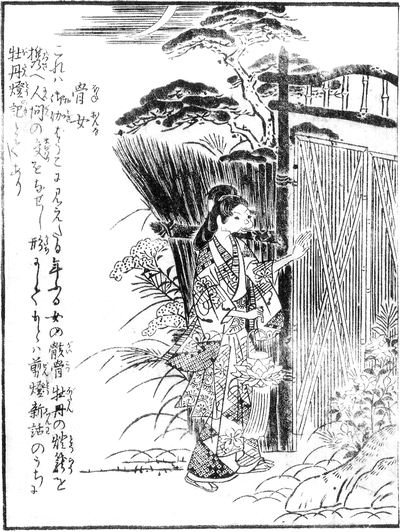
«هُونيانا» وبالنطق الياباني: «هُنيْ أُنَّا»، رسمة توضيحية من كتاب كونجاكو غازو زوكو هياكي للمؤلف تورياما سيكين.

هونى أونّا (باليابانية: 骨女)، والتي تعني «المرأة العظمية»، هي يوكاي صوّرها المؤلف تورياما سيكين [الإنجليزية] عام 1779 في كتاب كونجاكو غازو زوكو هياكي [الإنجليزية]، وهذه «اليوكاي» تُصوَّرُ في شكل هيكل عظميٍّ لامرأة، كما يُشير اسمها ضِمنيًّا بذلك.

## تفاصيل
لقد أوضح سيكين في قصته أن هناك قصة بعنوان «أوتوغي بوكو» (باليابانية: 御伽ばうこ) تتحدث عن هيكل عظمي أنثى كبيرة في السن تحمل «تشوتشين» (فانوس) مزين بزهرة البايونيا [الإنجليزية] وتزور منزل الرجل الذي أحبته حينما كانت على قيد الحياة. بعبارة أخرى هذه القصة هي نفسها قصة «بوتان دورو» (باليابانية: 牡丹燈籠، وتعني «فانوس الفوانيا») التي كتبها أساي ريوي سنة 1666 وضمها لمجموعة كتاباته بعنوان «أوتاغي بوكو» (باليابانية: 伽婢子) (أُنتجت هذه المجموعة في نسخة، تخلو من مغزى، لعمل صيني بعنوان «جياندنغ شينهوا» من تأليف هو يو سنة 1378).

### حيثيات القصة
في قصة «بوتان دورو» يتعرّف رجل يدعى «أوغيوارا شينوجو» بامرأة جميلة تدعى «ياكو وباتوا» يلتقيان تقريبًا كُل ليلةٍ، ولكن في إحدى الليالي ألقى رجل عجوز من جيرانه نظرة خاطفة فرأى منظرًا غير معهودٍ وهو أنَّ «شينوجو» يعانق هيكلًا عظميَّا.
بناء على قصة «توهوكو كايدن نو تابي» للمؤلف «نوريو يامادا» فإن هناك قصة غريبة منتشرة في أرجاء محافظة أوموري عن يوكاي يسمى «هونى أونّا» يُقال بأنه في حقبة «آنْسَي [الإنجليزية]» أن المرأة التي يقال بأنها قبيحة تصبح هيكلًا عظميَّاً حسن المظهر بعد موتها وتسير في أرجاء المدينة؛ ليراها الجميع. ويُقال بأنها تُحب عظام السمك، ويمكن هزيمتها عندما يواجها كاهن خبير.